# Dolne Morgi
Dolne Morgi – część wsi Morgi w Polsce, położona w województwie kujawsko-pomorskim, w powiecie świeckim, w gminie Nowe. Dolne Morgi wchodzą w skład sołectwa Morgi.
W latach 1975–1998 Dolne Morgi należały administracyjnie do województwa bydgoskiego.

## Historia
W pierwszej połowie listopada 1906 r. w miejscowej szkole elementarnej rozpoczął się strajk dzieci przeciwko nauczaniu religii w języku niemieckim (długość strajku nie jest znana). Z uczestników strajku znane są nazwiska następujących dzieci: K. Benedykt, A. Kowalska. Strajk był elementem znacznie większej akcji biernego oporu wobec pruskich władz szkolnych, która na przełomie 1906 i 1907 r. objęła ponad 460 (!) szkół w prowincji Prusy Zachodnie, czyli przedrozbiorowe Pomorze Gdańskie, Powiśle, ziemię chełmińską i ziemię lubawską oraz część Krajny. Inspiracją dla strajków pomorskich były wcześniejsze działania dzieci w prowincji wielkopolskiej, ze słynnym strajkiem we Wrześni (1901) na czele.